# 褐枝短柱茶
褐枝短柱茶（学名：Camellia phaeoclada）为山茶科山茶属的植物。分布于中国大陆的云南、四川等地，目前尚未由人工引种栽培。